# Ordine al merito (Malaysia)
L'Ordine al merito è un ordine cavalleresco della Malaysia.

## Storia
L'ordine è stato fondato il 26 giugno 1975.

## Classi
L'ordine dispone dell'unica classe di Cavaliere che dà diritto al post nominale "DB".

## Insegne
- L'insegna è rotonda. Sul dritto vi è un cerchio bianco con lo stemma malese inciso al centro e sormontata dal motto "Bakti Untuk Negara" ("Servire la Nazione"). Il cerchio è circondato da un altro cerchio e tra i due cerchi vi sono stelle a cinque punte racchiuse da una falce di luna
- Il nastro è verde con al centro due sottili strisce gialle e bordi gialli.

## Insigniti
1. Nicol David (7 giugno 2008)
2. Lee Chong Wei (6 giugno 2009)